# Entropi (økologi)
 For alternative betydninger, se Entropi (flertydig). (Se også artikler, som begynder med Entropi)
Entropi er et begreb inden for økologien, der udtrykker den samlede grad af uorden i et lukket system. Det er afgørende at holde fast på, at i de økologiske systemer er der tale om systemer (en sammensat, men struktureret helhed), men om velafgrænsede og åbne systemer.
Både på individniveau og på globalt niveau er entropi en afgørende størrelse. Man kan netop med god grund betragte de levende organismer som mere eller mindre komplicerede løsninger på entropiens problem.
De levende organismer bygger deres energihusholdning og dermed også deres behandling af entropien på to hovedelementer:
- Etablering af en barriere mellem systemets (individets, biotopens, biosfærens) indre på den ene side og det ydre miljø på den anden
- Etablering af feedback-mekanismer, der muliggør skabelsen af en homøostatisk tilstand i systemets indre

Alle organismer har en membran, der adskiller organismens indre fra det omgivende miljø. Uden den kan organismen ikke fungere, og døden indtræder øjeblikkeligt. På den anden side er organismen afhængig af at kunne udveksle stof og energi med omgivelserne, og derfor har de også udviklet metoder, som tillader kontrolleret passage gennem membranerne. Dette suppleres hos de højere udviklede, flercellede organismer med indbyrdes forbindelser på tværs af disse semipermeable membraner.
Hos økosystemerne finder man afgrænsninger, som kan sammenlignes med cellers og individers membraner. En biotop er afgrænset overfor nabobiotoperne ved hjælp af randzoner, som tillader trafik begge veje, men som alligevel holder systemet aflukket overfor nabosystemerne. Hvis randzonen forsvinder, bliver den nødvendige, indre homøostase umulig at opretholde, og systemet bryder sammen. Dette fænomen er det egentlige årsag til, at det er så svært at frede bestemte biotoper, og meget af den moderne fredningspolitik går da også ud på at skabe så brede randområder, at selve fredningens kerneområde er beskyttet tilstrækkeligt til at kunne overleve.
Der er en række eksempler på de afgørende, ydre randzoner: skovbryn, rørsump, marsk osv.